# Campionat d'Europa de bàsquet masculí de 1993
La XXVIII edició del Campionat d'Europa de bàsquetbol fou celebrada a la ciutat de Múnic (Alemanya) a l'estiu del 1993 i hi van competir 16 seleccions nacionals.

## Grups[1]
| Grup A               | Grup B   | Grup C  | Grup D    |
| -------------------- | -------- | ------- | --------- |
| Bòsnia i Hercegovina | Bulgària | Grècia  | Bèlgica   |
| Rússia               | França   | Israel  | Estònia   |
| Espanya              | Croàcia  | Itàlia  | Alemanya  |
| Suècia               | Turquia  | Letònia | Eslovènia |

## Primera fase

### Grup A[2]
| Equip                | J | G | P | T+  | T-  | DT  | PTS |
| -------------------- | - | - | - | --- | --- | --- | --- |
| Espanya              | 3 | 3 | 0 | 254 | 213 | +41 | 6   |
| Rússia               | 3 | 1 | 2 | 266 | 263 | +3  | 4   |
| Bòsnia i Hercegovina | 3 | 1 | 2 | 255 | 264 | -9  | 4   |
| Suècia               | 3 | 1 | 2 | 218 | 253 | -35 | 4   |

#### Resultats
| Data     | Partit               | Partit | Partit               | Resultat |
| -------- | -------------------- | ------ | -------------------- | -------- |
| 22.06.93 | Rússia               | -      | Bòsnia i Hercegovina | 99-74    |
| 22.06.93 | Espanya              | -      | Suècia               | 72-49    |
| 23.06.93 | Suècia               | -      | Rússia               | 100-92   |
| 23.06.93 | Espanya              | -      | Bòsnia i Hercegovina | 96-89    |
| 24.06.93 | Bòsnia i Hercegovina | -      | Suècia               | 89-69    |
| 24.06.93 | Espanya              | -      | Rússia               | 86-75    |

Tots els partits es disputaren a Karlsruhe

### Grup B
| Equip    | J | G | P | T+  | T-  | DT  | PTS |
| -------- | - | - | - | --- | --- | --- | --- |
| Croàcia  | 3 | 3 | 0 | 317 | 241 | +76 | 6   |
| França   | 3 | 2 | 1 | 255 | 229 | +26 | 5   |
| Turquia  | 3 | 1 | 2 | 296 | 252 | -56 | 4   |
| Bulgària | 3 | 0 | 3 | 227 | 273 | -46 | 3   |

#### Resultats
| Data     | Partit   | Partit | Partit   | Resultat |
| -------- | -------- | ------ | -------- | -------- |
| 22.06.93 | Bulgària | -      | Croàcia  | 83-104   |
| 22.06.93 | França   | -      | Turquia  | 69-55    |
| 23.06.93 | França   | -      | Croàcia  | 95-100   |
| 23.06.93 | Turquia  | -      | Bulgària | 78-70    |
| 24.06.93 | França   | -      | Bulgària | 91-74    |
| 24.06.93 | Croàcia  | -      | Turquia  | 113-63   |

Tots els partits es disputaren a Berlín

### Grup C
| Equip   | J | G | P | T+  | T-  | DT  | PTS |
| ------- | - | - | - | --- | --- | --- | --- |
| Grècia  | 3 | 2 | 1 | 243 | 214 | +29 | 5   |
| Letònia | 3 | 2 | 1 | 243 | 244 | -1  | 5   |
| Itàlia  | 3 | 1 | 2 | 244 | 251 | -7  | 4   |
| Israel  | 3 | 1 | 2 | 246 | 267 | -21 | 4   |

#### Resultats
| Data     | Partit  | Partit | Partit  | Resultat |
| -------- | ------- | ------ | ------- | -------- |
| 22.06.93 | Grècia  | -      | Letònia | 81-62    |
| 22.06.93 | Itàlia  | -      | Israel  | 92-83    |
| 23.06.93 | Israel  | -      | Grècia  | 79-74    |
| 23.06.93 | Itàlia  | -      | Letònia | 79-80    |
| 24.06.93 | Letònia | -      | Israel  | 101-84   |
| 24.06.93 | Itàlia  | -      | Grècia  | 73-88    |

Tots els partits es disputaren a Karlsruhe

### Grup D
| Equip     | J | G | P | T+  | T-  | DT  | PTS |
| --------- | - | - | - | --- | --- | --- | --- |
| Estònia   | 3 | 2 | 1 | 255 | 261 | -6  | 5   |
| Alemanya  | 3 | 2 | 1 | 275 | 234 | +41 | 5   |
| Bèlgica   | 3 | 1 | 2 | 224 | 233 | -9  | 4   |
| Eslovènia | 3 | 1 | 2 | 198 | 224 | -26 | 4   |

#### Resultats
| Data     | Partit    | Partit | Partit   | Resultat |
| -------- | --------- | ------ | -------- | -------- |
| 22.06.93 | Alemanya  | -      | Estònia  | 103-113  |
| 22.06.93 | Eslovènia | -      | Bèlgica  | 61-82    |
| 23.06.93 | Bèlgica   | -      | Alemanya | 64-93    |
| 23.06.93 | Eslovènia | -      | Estònia  | 80-63    |
| 24.06.93 | Eslovènia | -      | Alemanya | 57-79    |
| 24.06.93 | Estònia   | -      | Bèlgica  | 69-68    |

Tots els partits es disputaren a Berlín

## Segona fase

### Grup I
| Equip                | J | G | P | T+  | T-  | DT  | PTS |
| -------------------- | - | - | - | --- | --- | --- | --- |
| Espanya              | 5 | 4 | 1 | 430 | 387 | +43 | 9   |
| Rússia               | 5 | 4 | 1 | 444 | 371 | +73 | 9   |
| Grècia               | 5 | 4 | 1 | 414 | 378 | +36 | 9   |
| Bòsnia i Hercegovina | 5 | 1 | 4 | 424 | 468 | -44 | 6   |
| Itàlia               | 5 | 1 | 4 | 355 | 413 | -58 | 6   |
| Letònia              | 5 | 1 | 4 | 398 | 448 | -50 | 6   |

#### Resultats
| Data     | Partit               | Partit | Partit               | Resultat |
| -------- | -------------------- | ------ | -------------------- | -------- |
| 26.06.93 | Itàlia               | -      | Espanya              | 60-78    |
| 26.06.93 | Letònia              | -      | Rússia               | 72-91    |
| 26.06.93 | Grècia               | -      | Bòsnia i Hercegovina | 102-84   |
| 27.06.93 | Espanya              | -      | Letònia              | 95-87    |
| 27.06.93 | Bòsnia i Hercegovina | -      | Itàlia               | 72-74    |
| 27.06.93 | Grècia               | -      | Rússia               | 67-84    |
| 28.06.93 | Letònia              | -      | Bòsnia i Hercegovina | 97-102   |
| 28.06.93 | Rússia               | -      | Itàlia               | 95-69    |
| 28.06.93 | Espanya              | -      | Grècia               | 75-76    |

Tots els partits es disputaren a Karlsruhe

### Grup II
| Equip    | J | G | P | T+  | T-  | DT   | PTS |
| -------- | - | - | - | --- | --- | ---- | --- |
| Croàcia  | 5 | 5 | 0 | 487 | 375 | +112 | 10  |
| França   | 5 | 4 | 1 | 384 | 337 | +47  | 9   |
| Estònia  | 5 | 3 | 2 | 410 | 426 | -16  | 8   |
| Alemanya | 5 | 2 | 3 | 392 | 375 | +17  | 7   |
| Turquia  | 5 | 1 | 4 | 325 | 395 | -70  | 6   |
| Bèlgica  | 5 | 0 | 5 | 340 | 430 | -90  | 5   |

#### Resultats
| Data     | Partit   | Partit | Partit   | Resultat |
| -------- | -------- | ------ | -------- | -------- |
| 26.06.93 | França   | -      | Alemanya | 64-56    |
| 26.06.93 | Estònia  | -      | Turquia  | 77-74    |
| 26.06.93 | Croàcia  | -      | Bèlgica  | 106-74   |
| 27.06.93 | Estònia  | -      | França   | 61-73    |
| 27.06.93 | Croàcia  | -      | Alemanya | 70-63    |
| 27.06.93 | Turquia  | -      | Bèlgica  | 69-59    |
| 28.06.93 | Croàcia  | -      | Estònia  | 98-80    |
| 28.06.93 | França   | -      | Bèlgica  | 83-65    |
| 28.06.93 | Alemanya | -      | Turquia  | 77-64    |

Tots els partits es disputaren a Berlín

## Fase final
|  | Quarts de final      | Quarts de final |             |         | Semifinals  | Semifinals  |  |  | Final       | Final |
|  |                      |                 |             |         |             |             |  |  |             |       |
|  | 1 de juliol          |                 |             |         |             |             |  |  |             |       |
|  |                      |                 |             |         |             |             |  |  |             |       |
|  | França               | 59              |             |         |             |             |  |  |             |       |
|  | França               | 59              | 2 de juliol |         |             |             |  |  |             |       |
|  | Grècia               | 61              |             |         |             |             |  |  |             |       |
|  | Grècia               | 61              | Grècia      | 73      |             |             |  |  |             |       |
|  | 1 de juliol          |                 | Grècia      | 73      |             |             |  |  |             |       |
|  |                      | Alemanya        | 76          |         |             |             |  |  |             |       |
|  | Espanya              | Alemanya        | 76          | 77      |             |             |  |  |             |       |
|  | Espanya              |                 | 3 de juliol | 77      |             |             |  |  |             |       |
|  | Alemanya             | 79              |             |         |             |             |  |  |             |       |
|  | Alemanya             | 79              | Alemanya    | 71      |             |             |  |  |             |       |
|  | 1 de juliol          |                 | Alemanya    | 71      |             |             |  |  |             |       |
|  |                      | Rússia          | 70          |         |             |             |  |  |             |       |
|  | Rússia               | Rússia          | 70          | 82      |             |             |  |  |             |       |
|  | Rússia               | 2 de juliol     |             | 82      |             |             |  |  |             |       |
|  | Estònia              | 61              |             |         |             |             |  |  |             |       |
|  | Estònia              | 61              | Rússia      | 84      | Tercer lloc | Tercer lloc |  |  |             |       |
|  | 1 de juliol          |                 | Rússia      | 84      | Tercer lloc | Tercer lloc |  |  |             |       |
|  |                      | Croàcia         | 76          |         |             |             |  |  |             |       |
|  | Croàcia              | Croàcia         | 76          | 98      | Grècia      | 59          |  |  |             |       |
|  | Croàcia              |                 |             | 98      | Grècia      | 59          |  |  |             |       |
|  | Bòsnia i Hercegovina | 78              |             | Croàcia | 99          |             |  |  |             |       |
|  | Bòsnia i Hercegovina | 78              |             |         | 99          |             |  |  |             |       |
|  |                      |                 |             |         |             |             |  |  | 3 de juliol |       |
|  |                      |                 |             |         |             |             |  |  |             |       |

### Eliminatòries del 5è al 8è lloc
| Data     | Partit  | Partit | Partit               | Resultat |
| -------- | ------- | ------ | -------------------- | -------- |
| 02.07.93 | Estònia | -      | Bòsnia i Hercegovina | 99-91    |
| 02.07.93 | França  | -      | Espanya              | 83-95    |

#### Cinquè lloc
| Data     | Partit  | Partit | Partit  | Resultat |
| -------- | ------- | ------ | ------- | -------- |
| 04.07.93 | Estònia | -      | Espanya | 80-119   |

#### Setè lloc
| Data     | Partit               | Partit | Partit | Resultat |
| -------- | -------------------- | ------ | ------ | -------- |
| 04.07.93 | Bòsnia i Hercegovina | -      | França | 75-83    |

Tots els partits es disputaren a Múnic

## Medaller[3]
|          |        |         |
| Alemanya | Rússia | Croàcia |

## Classificació final[4]
| 1. - Alemanya             |
| 2. - Rússia               |
| 3. - Croàcia              |
| 4. - Grècia               |
| 5. - Espanya              |
| 6. - Estònia              |
| 7. - França               |
| 8. - Bòsnia i Hercegovina |
| 9. - Itàlia               |
| 10. - Letònia             |
| 11. - Turquia             |
| 12. - Bèlgica             |
| 13. - Suècia              |
| 14. - Bulgària            |
| 15. - Israel              |
| 16. - Eslovènia           |

## Plantilles dels 4 primers classificats
Medalla d'or:  Alemanya
Christian Welp, Henning Harnisch, Hansi Gnad, Michael Koch, Gunther Behnke, Henrik Rodl, Stephan Baeck, Kai Nurnberger, Michael Jackel, Moritz Kleine-Brockhoff, Teoman Ozturk, Jens Kujawa (Entrenador: Svetislav Pešić)
Medalla d'argent:  Rússia
Sergei Bazarevich, Vasili Karasev, Sergei Babkov, Mikhail Mikhailov, Andrei Fetisov, Sergei Panov, Vitali Nosov, Dimitri Chakulin, Maksim Astanin, Vladislav Kondratov, Dimitri Sukharev, Vladimir Gorin (Entrenador: Yuri Selikhov)
Medalla de bronze:  Croàcia
Dino Radja, Zan Tabak, Stojan Vranković, Arijan Komazec, Velimir Perasović, Danko Cvjeticanin, Franjo Arapovic, Vladan Alanovic, Emilio Kovacic, Veljko Mrsic, Ivica Zuric, Alan Gregov (Entrenador: Mirko Novosel)
Quart lloc:  Grècia
Panagiotis Giannakis, Panagiotis Fassoulas, Fanis Christodoulou, Giorgos Sigalas, Lefteris Kakiousis, Nasos Galakteros, Nikos Ekonomou, Kostas Patavoukas, Efthimis Bakatsias, Christos Tsekos, Giannis Papagiannis, Georgios Bosganas (Entrenador: Efthimis Kioumourtzoglou)

## Trofeus individuals

### Millor jugador del campionat (MVP)[9]
| MVP                     |
| Alemanya Christian Welp |

### Màxims anotadors del campionat
|   | Jugador                                  | Punts per partit | Punts | Partits jugats |
| - | ---------------------------------------- | ---------------- | ----- | -------------- |
| 1 | Bòsnia i Hercegovina Sabahudin Bilalović | 24,1             | 217   | 9              |
| 2 | Letònia Kārlis Muižneks                  | 24,0             | 144   | 6              |
| 3 | Bòsnia i Hercegovina Mario Primorac      | 22,0             | 176   | 8              |
| 4 | Estònia Aivar Kuusmaa                    | 19,9             | 159   | 8              |
| 5 | Espanya Jordi Villacampa                 | 19,6             | 177   | 9              |